# Achate
Nommé vingt fois dans l'Énéide de Virgile, le guerrier troyen Achate (prononcer [akat] ; en grec ancien Ἀχάτης, Akhátês) est l'écuyer d'Énée et son compagnon de tous les instants. Après la chute et l'incendie de Troie, Énée réussit à fuir avec son père et son fils, pour gagner d’abord le Mont Ida de Troade et parvenir finalement en Italie, qu’Achate est le premier à identifier lorsque la flotte troyenne arrive en vue de cette terre. Loué par Virgile non seulement pour son soutien indéfectible à Énée (l'épithète fidus se lit en I, 188 ; VI, 158 ; VIII, 521 et 586 ; X, 332 ; XII, 384), mais aussi pour son courage (I, 120 et 579 ; il est blessé aux côtés de son chef en X, 344) et sa rapidité (I, 644 et 655), Achate est devenu le symbole de l'ami fidèle.

## Postérité après l'Antiquité
Les expressions fidus Achates et fidèle Achate se rencontrent en littérature, chez Jean-Jacques Rousseau, Proudhon, Walter Scott, James Joyce, ou Sheridan Le Fanu notamment.
Dans À la recherche du temps perdu de Marcel Proust, dans le premier chapitre du volume La prisonnière ("La vie commune avec Albertine"), on lit : « Il est vrai qu'il a peut-être pris un pied un peu excessif chez les La Trémoïlle, mais enfin c'est pour Charles une espèce, comment dirai-je, une espèce de fidèle Achate, ce qui est devenu un oiseau assez rare par le temps qui court. »

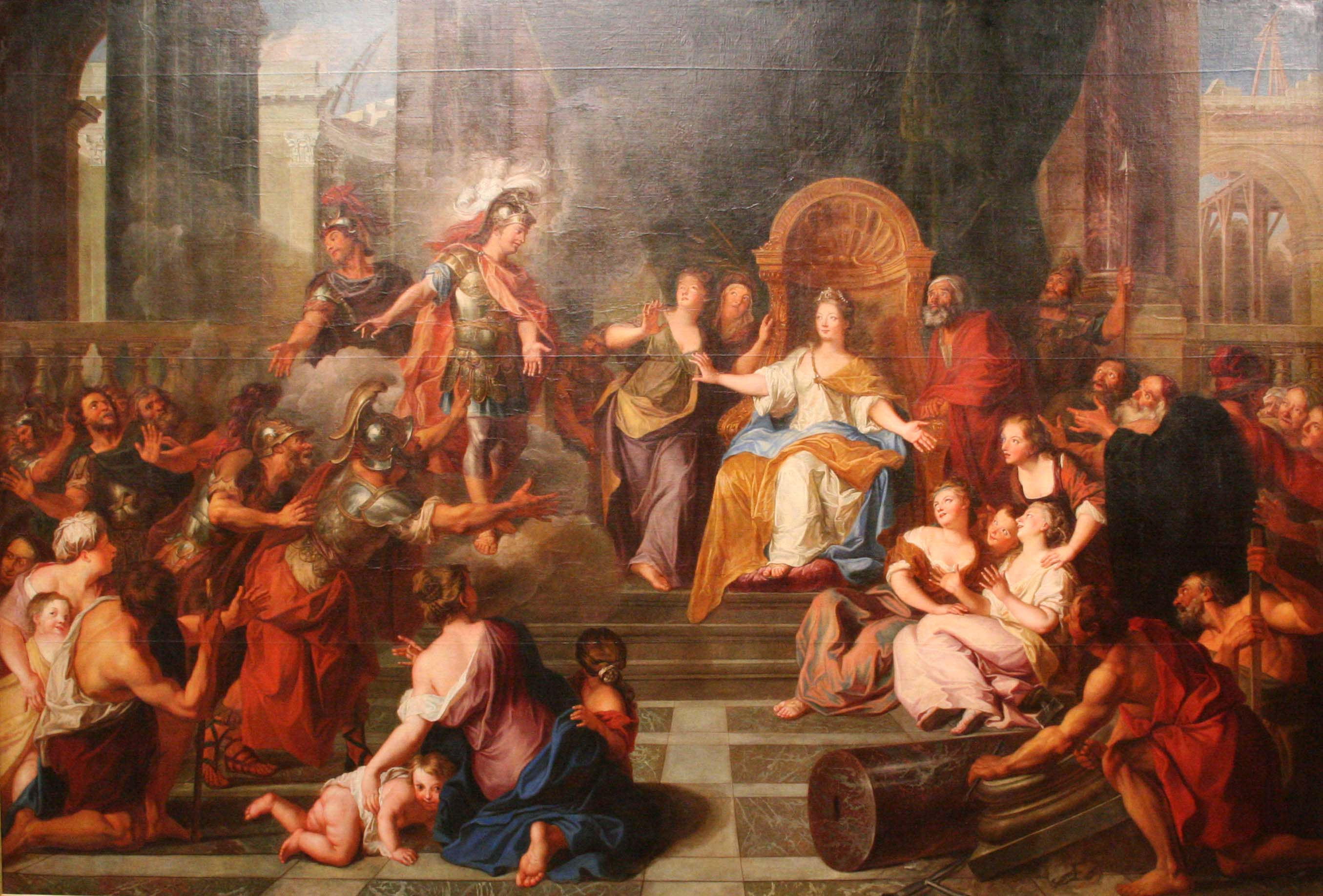
Antoine Coypel, Enée et Achate apparaissant à Didon (1715-1717). Musée Fabre, Montpellier.

Dans Ulysse de James Joyce, épisode 6, Buck Mulligan est suggéré comme le « fidus Achates » de Stephen Dedalus. 
L'astéroïde jupitérien (5144) Achate, découvert le 2 décembre 1991, a été nommé en son honneur.